# Гонсалвиш, Вашку душ Сантуш
 Вашку душ Сантуш Гонсалвиш (порт. Vasco dos Santos Gonsalves; 3 мая 1922, Лиссабон, Португалия — 11 июня 2005, Алмансил, Португалия) — португальский политический и военный деятель, один из лидеров «Революции гвоздик», премьер-министр Португалии с 19 июля 1974 по 19 сентября 1975 года.

## Биография
Вашку душ Сантуш Гонсалвиш родился 3 мая 1922 года в столице Португалии Лиссабоне. Его отец Витор Гонсалвиш был известным футболистом-профессионалом, капитаном команды «Бенфика», игроком сборной страны. В 1940 году, после обучения в Коимбрском университете по отделению строительства мостов и дорог, Вашку Гонсалвиш выбрал военную карьеру.

### Военная служба
2 августа 1942 года Вашку Гонсалвиш был зачислен в Военное училище на отделение гражданского строительства, которое закончил 30 сентября 1946 года в чине инженер-аспиранта. 1 ноября того же года он в звании прапорщика-инженера был зачислен в Школу инженерной практики (порт. Escola Prática de Engenharia) и направлен на стажировку в понтонный батальон в Танкуше. В 1947 году Гонсалвиш окончил обучение в Школе инженерной практики и 1 декабря того же года получил звание лейтенанта инженерных войск. С 1950 года он служил на базе ВВС Лажеш на Азорских островах. В 1952—1953 годах Гонсалвиш повышал квалификацию в военном училище, 20 августа 1954 года получил степень магистра в области техники и был оставлен в Школе военной инженерии. В 1955—1957 годах Вашку Гонсалвиш служил в португальском анклаве Гоа на побережье Индии в качестве командира инженерной роты, затем вновь вернулся в Португалию. В 1957—1959 годах он служил в соединении автомобильных и железнодорожных рот (порт. Grupo de Companhias de Trem Auto) Лиссабонского военного округа, а в 1960 году стал адъюнкт-профессором в военной академии и 19 февраля 1963 года получил звание майора инженерной службы. Когда в португальских колониях началась партизанская война, военному инженеру майору Гонсалвишу пришлось совершить две так называемые «комиссии» (командировки) в Африку: в 1966—1967 годах он служил в Мозамбике, а в 1970—1971 годах в Анголе, где несколько месяцев был заместителем начальника, а затем и начальником инженерной службы. Уже после первой комиссии 9 июня 1967 года ему было присвоено звание подполковника и в 1967—1969 годах Гонсалвиш служил в Военном управлении обслуживания фортификационных работ (порт. Direcção do Serviço de Fortificações e Obras Militares) в Лиссабоне. После второй комиссии 13 августа 1971 года он был произведён в полковники и с 1972 года служил в Управлении инженерных войск (порт. Direcção da Arma de Engenharia) в Лиссабоне.

### Интерес к политике. Марксизм
Ещё в студенческие годы Вашку Гонсалвиш уделял немало времени изучению левых политических учений и под влиянием нелегальной литературы обрёл марксистские убеждения, которых не скрывал. Знакомые полушутя называли его «товарищ Вашку» («Comrade Vasco» или «companheiro Vasco»). Он стал знатоком марксистско-ленинской теории, хотя и не поддерживал связей с Португальской коммунистической партией, которой симпатизировал и которую позже называл единственной оппозиционной силой в салазаровской Португалии, пользующейся поддержкой народа. Его взгляды были радикальны — он до конца дней повторял, что можно быть либо с революцией, либо с реакцией, а третьего пути не дано. В 1960 году Гонсалвиш сотрудничал с подпольной оппозиционной газетой «Tribuna Militar», однако затем прекратил активную деятельность. После двух «комиссий» в Африку Гонсалвиш стал противником войны в колониях и выступал за немедленную деколонизацию. Он не верил в военное решение проблемы колоний, видя провал попытки Франции удержать таким способом Алжир, в чём убедился, слушая французских офицеров, которые вначале 1960-х годов делились своим опытом антипартизанской войны. Кроме того Гонсалвиш считал армейские операции против жителей колоний военным преступлением. Именно неприятие многолетней колониальной войны и привело его в ряды оппозиционного офицерского движения, объединившего людей самых разных политических взглядов.

### «Движение капитанов» и «Революция гвоздик»
В декабре 1973 года полковник Вашку Гонсалвиш присоединился к «Движению капитанов». Уже 5 декабря он участвовал в расширенном заседании Координационного комитета движения в Кошта-да-Капарика под Лиссабоном и был избран в состав редакционного комитета, который должен был разработать программу «Движения капитанов». Гонсалвиш поддерживал хорошие отношения с начальником Генерального штаба армии генералом Франсишку да Кошта Гомишем, которого высоко ценил, и стал связующим звеном между ним и руководством движения. 15 апреля 1974 года он присутствовал на совещании Координационного комитета в доме Симона Телиша на обсуждении переговоров с Коштой Гомишем и генералом Антониу ди Спинолой. При этом сам полковник Гонсалвиш вёл себя скромно и не стремился к какому-либо лидерству в «Движении капитанов». Тем не менее через два дня после «Революции гвоздик», 27 апреля 1974 года он был избран членом Координационной комиссии Движения вооружённых сил, а 31 мая 1974 года вошёл в состав Государственного совета Португалии. Когда ушло в отставку I Временное правительство Аделину да Палма Карлуша, молодые офицеры из Движения вооружённых сил воспротивились намерению президента ди Спинолы назначить премьер-министром министра обороны полковника Мариу Фирмину Мигела, и на заседании Совета Национального Спасения предложили выбрать главу правительства из двух кандидатур — полковника инженерных войск Вашку Гонсалвиша и майора артиллерии Эрнешту Мелу Антуниша. Кандидатуру Гонсалвиша внесли вице-адмирал Антониу Роза Коутинью и генерал Кошта Гомиш. Спинола считал Мелу Антунеша убеждённым коммунистом, а Гонсалвиш пользовался уважением Кошты Гомиша, далёкого от левых взглядов, и II Временное правительство Португалии возглавил Вашку Гонсалвиш.

### Премьер-министр. Во главе революционного процесса
Основные статьи:
- II Временное правительство (Португалия, 1974);
- III Временное правительство (Португалия, 1974-1975 гг.);
- IV Временное правительство (Португалия, 1975);
- V Временное правительство (Португалия, 1975).

Поздним вечером 13 июля 1974 года было объявлено о назначении Вашку Гонсалвиша премьер-министром Португалии. 16 июля кабинет был сформирован и 19 июля принёс присягу. 17 июля Гонсалвиш в связи с назначением вышел из состава Государственного совета и покинул Координационную комиссию ДВС. Однако его правительство продержалось чуть более двух месяцев и не привнесло существенных изменений в жизнь страны. После сентябрьского кризиса и отставки президента ди Спинолы Вашку Гонсалвиш, позиции которого укрепились и который 12 сентября получил звание бригадного генерала., сформировал 1 октября 1974 года III Временное правительство. Он председательствовал 5 октября на торжествах в Порту по случаю Дня Республики, 10 октября стал членом Совета Двадцати ДВС, исполнял обязанности министра образования и культуры с 29 ноября по 4 декабря, 6 декабря вошёл в состав Палаты Двухсот или Ассамблеи ДВС.
Последние месяцы 1974 года в стране сохранялось неустойчивое политическое равновесие, нарушенное ноябрьскими беспорядками, организованными Движением за реорганизацию пролетарской партии, но в январе 1975 года Вашку Гонсалвиш поддержал предложение Португальской коммунистической партии о создании единого профсоюзного центра страны. Против этого резко выступили Португальская социалистическая партия, возглавляемая министром иностранных дел Мариу Суаришем, Народно-демократическая партия Франсишку Са Карнейру и католическая церковь. 17 января в правительстве произошёл раскол, но вмешалась Координационная комиссия ДВС, политические партии отступили, и закон о единстве профсоюзного движения был принят. После этого не только правые круги, но и Социалистическая партия стала публично обвинять коммунистов в навязывании стране «тоталитарного режима». В марте 1975 года генерал Антониу ди Спинола предпринял неудачную попытку переворота, чтобы прекратить социалистические преобразования, однако это открыло дорогу радикальным реформам Вашку Гонсалвиша. 14 марта он вошёл в состав Революционного совета Португалии, а 26 марта 1975 года сформировал IV Временное правительство. 27 мая 1975 года Вашку Гонсалвиш получил звание полного генерала. Революционный процесс в Португалии приближался к наивысшей точке. Гонсалвиш провёл 25 апреля выборы в Учредительное собрание, которое должно было выработать новую конституцию, но при этом начал в стране социально-экономические преобразования. 13 марта началась национализация во всех областях экономики, 4 июля был принят закон об аграрной реформе, по призыву 5-го отдела Генерального штаба добровольцы из числа солдат и офицеров, поддерживавших ДВС, отправились в отдалённые деревни обучать крестьян, вести пропаганду и внедрять современные достижения — водопровод, канализацию, ветеринарное обслуживание скота и т. п. Одновременно в Португалии росло число леворадикальных и экстремистских организаций самого разного толка, которые развернули широкомасштабную революционную пропаганду. Правительство ввело минимальный размер оплаты труда для государственных служащих, рождественские выплаты в конце года. 8 июля 1975 года Ассамблея Движения вооружённых сил ещё до принятия Конституции одобрила установление в Португалии «прямой демократии» — «базовых народных организаций» на местах и в провинциях и Национальной народной ассамблеи вместо парламента. Эти меры усилили политическое противоборство в стране. 10 июля социалисты Мариу Суариша вышли из правительства, а вскоре их примеру последовали народные демократы.

### «Жаркое лето» 1975 года
12 июля Революционный совет Португалии игнорировал требования партий и поручил Гонсалвишу в кратчайший срок найти замену для социалистов и народных демократов. 13 июля на севере Португалии начались антикоммунистические погромы, ночью на 17 июля лишившееся политической поддержки партий правительство Гонсалвиша было распущено. Однако позиции генерала были ещё очень сильны. 19 июля в его защиту выступило Движение вооружённых сил и Оперативное командование на континенте (КОПКОН) во главе с бригадным генералом Отелу Сарайва ди Карвалью. 25 июля ассамблея ДВС передала власть в стране триумвирату — Политической директории в составе трёх генералов — президента Кошты Гомиша, премьер-министра Вашку Гонсалвиша и командующего КОПКОН ди Карвалью. 8 августа Вашку Гонсалвиш сформировал V Временное правительство без участия партий и продолжил социалистические преобразования.

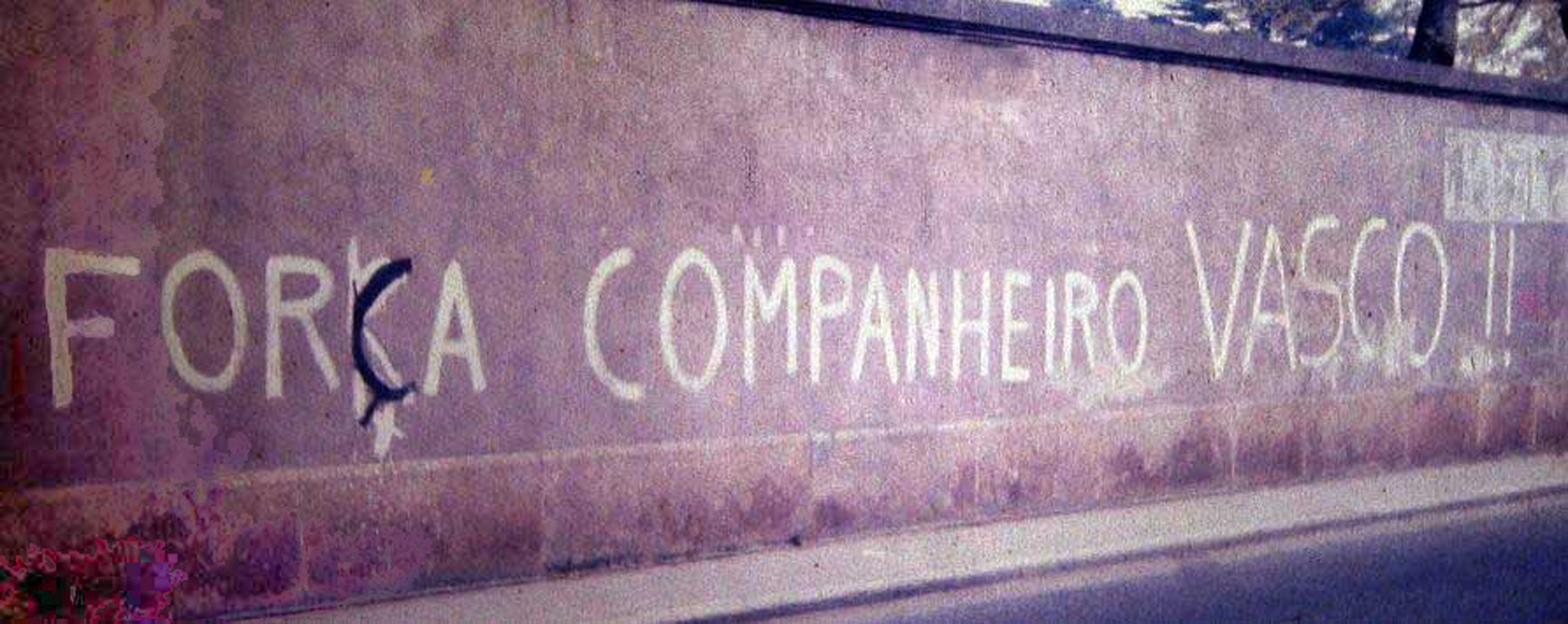
Надпись на стене «жарким летом» 1975 года. В лозунге, вероятно звучавшем как «На виселицу товарища Вашку!», слово «виселица» (Forca) исправлено на слово «сила» (Força)
(Фото Энрики Матуша).

### Зарубежные поездки
- Участие в саммите глав государств и правительств стран НАТО в Брюсселе — 28—31 мая 1975 года;
- Мозамбик (глава португальской делегации на церемонии провозглашения независимости) — 25 июня 1975 года;
- Острова Зелёного Мыса (глава делегации Португалии на церемонии провозглашения независимости Республики Кабо-Верде) — 5 июля 1975 года[2].

### Конец революционного процесса
Но победа генерала Гонсалвиша оказалась только видимостью победы. Видные лидеры ДВС во главе с Мелу Антунешем объединились в «Группу девяти» и выступили против его политического курса. Группу поддержало большинство офицерского корпуса и политические партии. Затем отказал в поддержке Гонсалвишу начальник Главного штаба сухопутных сил генерал Карлуш Фабиан, а 28 августа командующий КОПКОН Отелу Сарайва ди Карвалью опубликовал открытое письмо Гонсалвишу, в котором призвал премьер-министра уйти из политики. 
«Советую Вам отдохнуть, выспаться, успокоиться, поразмыслить и почитать на досуге. Вы очень нуждаетесь в продолжительном и заслуженном отдыхе после такого марафона Революции, который продолжался для Вас до сегодняшнего дня… Вы заслужили это Вашим патриотизмом, Вашей самоотверженностью, Вашим духом самопожертвования и Вашей революционностью» — писал ди Карвалью".
 Ночью 29 августа президент Кошта Гомиш предпринимает последнюю попытку спасти лишившегося всякой поддержки Гонсалвиша. Он назначает его вместо себя начальником Генерального штаба, а на вакантный теперь пост главы правительства ставит известного своими левыми взглядами адмирала Жозе Батишту Пиньейру ди Азеведу.
Но против назначения Гонсалвиша в Генеральный штаб выступили «Группа девяти» и начальник Главного штаба ВВС генерал Жозе Мораиш да Силва, который обвинил Гонсалвиша в связях с коммунистами и заявил, что «Революция, которую совершили 80 % португальцев не должна превратиться в диктатуру 20 % португальцев над другими 80 %». Президент Кошта Гомиш срочно вызвал Мораиша да Силву в президентский дворец, но тут против нового назначения Гонсалвиша выступил и начальник Главного штаба сухопутных сил генерал Карлуш Фабиан. 5 сентября 1975 года в Танкуше для рассмотрения вопроса о назначении Гонсалвиша должна была открыться Ассамблея Движения вооружённых сил. Однако перед открытием член Революционного совета капитан Вашку Лоуренсу зачитал коммюнике, в котором говорилось об отказе сухопутных сил от участия в ассамблее и содержался призыв не признавать законным назначение генерала Гонсалвиша начальником Генерального штаба. Тогда в Танкуше началось срочное совещание высших офицеров под председательством президента Кошты Гомиша, на котором также разгорелись политические страсти. Встретив непонимание, генерал Гонсалвиш прервал свою речь, заявил об уходе из политики и покинул зал, хлопнув дверью. В тот же день он вышел из состава Революционного совета и отказался от поста начальника Генштаба, 6 сентября подал в отставку с поста премьер-министра (отставка была утверждена постановлением от 12 сентября), а 19 сентября передал пост главы правительства Португалии адмиралу Азеведу.
Против Вашку Гонсалвиша было настроено большинство армии, но 22 октября 1975 года генерал Карлуш Фабиан всё же назначил его директором Института передовых военных исследований (порт.  Instituto de Altos Estudos Militares), и тот вступил в должность 31 октября. Уже 3 ноября Кавалерийская школа в Сантарене, которой командовал герой 25 апреля капитан Салгейру Майя, отказалась сотрудничать с институтом, пока им руководит Гонсалвиш. Однако 16 ноября во время демонстраций в Лиссабоне зазвучали лозунги с требованиями возвращения Гонсалвиша на пост премьер-министра. Эти требования поддержал генерал Отелу Сарайва ди Карвалью, совсем недавно требовавший его ухода. В Революционном совете начались переговоры между ди Карвалью и «Группой девяти», которые не принесли успеха. После ноябрьского кризиса вопрос о возвращении генерала Гонсалвиша к власти больше не поднимался. 15 декабря 1975 года Гонсалвиш был переведён в резерв армии, а 20 декабря новый начальник Главного штаба сухопутных сил генерал Антониу Рамалью Эаниш снял его с должности директора института. 1 июля 1990 года генерал Гонсалвиш был отправлен на пенсию.

### В отставке. Последние годы
Вашку Гонсалвиш вышел в отставку из армии в звании генерала и, в отличие от своих оппонентов Карлуша Фабиана и Отелу Сарайва ди Карвалью, сохранил не только звание, но и генеральскую пенсию. Ещё находясь в резерве, он активно участвовал в общественной жизни страны. Летом 1984 года генерал опубликовал в лиссабонской газете «Diario» статью «Мы не верим в фатальную неизбежность войны» с осуждением планов президента США Рональда Рейгана разместить ракеты средней дальности в Европе, и её частично перепечатало советское издание «За рубежом» (1984, № 45).
Гонсалвиш не изменял своим взглядам. Он не считал ДВС революционным, и тем более, марксистским, движением, указывая на его антиколониалистскую направленность как на его идейную основу. Революцию гвоздик он определял временными рамками с апреля 1974 года по ноябрь 1975 года и называл её «революцией, которую убили». Португальский народ, считал генерал, был не готов к реализации социализма, боялся коммунизма и перемен вообще. Он называл позицию Мелу Антунеша летом 1975 году ошибочной и утопической, обвинял его в том, что тот боялся углубления революции и поверил в иллюзию «третьего пути», который на деле привёл к ценностям правой социал-демократии. События 25 ноября 1975 года генерал Гонсалвиш считал хорошо подготовленным контрреволюционным переворотом.
По поводу краха СССР и мирового коммунистического движения Гонсалвиш говорил, что всё это не может служить оправданием для любой контрреволюции. И в XXI веке он по прежнему отрицал «третий путь» в политике, приводя в пример то, что формально исповедующие социализм Лионель Жоспен (Франция), Герхард Шрёдер (ФРГ) и Тони Блэр (Великобритания) на деле проводили приватизацию и неолиберальную политику. Правых военных лидеров — генералов Пиночета (Чили), Хорхе Рафаэля Виделу (Аргентина), Альфредо Стресснера (Парагвай) и других Гонсалвиш считал не политиками, а банальными военными преступниками. С другой стороны, он был сторонником мирного пути развития революции, с интересом следил за реформами Уго Чавеса в Венесуэле.
Вашку душ Сантуш Гонсалвиш скончался 11 июня 2005 года в Алмансиле, (регион Алгарве), на южном побережье Португалии во время купания в бассейне на вилле своего брата. Смерть 83-летнего генерала наступила от сердечной недостаточности.
Премьер-министр Португалии Жозе Сократиш выразил свои соболезнования по поводу его кончины и заявил, что генерал Гонсалвиш был человеком, которого осуждали, но он возглавлял правительство в беспокойное для Португалии время. Секретариат Центрального комитета Португальской коммунистической партии распространил заявление, в котором назвал Гонсалвиша главой правительства, который был верен истинным идеалам Апреля — свободе, социальной справедливости, солидарности и братству, который начал строительство развитой демократии с учётом интересов трудящихся и всей страны. Генерал Гонсалвиш останется в сердцах трудящихся и всего португальского народа, отметил ЦК ПКП. Случилось так, что через два дня после смерти Вашку Гонсалвиша ушёл из жизни и лидер португальских коммунистов Алвару Куньял.
13 июня 2005 года Вашку Гонсаловиш был похоронен на кладбище Алту ди Сан-Жуан в Лиссабоне.

## Частная жизнь
В 1950 году Вашку Гонсалвиш женился на Айде Роша Афонсу, уроженке города Фундан (р.1916 г.). У них было двое детей — сын Витор Афонсу Гонсалвиш, как и отец ставший инженером и дочь Мария Жоау Гонсалвиш, ставшая архитектором. Жена оставалась с генералом до последних дней и скончалась в Лиссабоне 9 января 2010 года.

## Награды
Награды Португалии
| Страна                    | Дата            | Награда                                                      | Награда                                                      | Литеры |
| ------------------------- | --------------- | ------------------------------------------------------------ | ------------------------------------------------------------ | ------ |
| Португалия                | 1 апреля 1961 — | Офицер Военного ордена Святого Бенедикта Ависского           | Офицер Военного ордена Святого Бенедикта Ависского           | ОА     |
| Португалия                | 1973 —          | Серебряная медаль «За выдающиеся заслуги» с пальмовой ветвью | Серебряная медаль «За выдающиеся заслуги» с пальмовой ветвью | MPSD   |
| Португалия / Алмада       | 19 июня 2006    | Золотая медаль (посмертно)                                   | Золотая медаль (посмертно)                                   |        |
| Португалия / Вендаш-Новаш | 7 сентября 2006 | Золотая медаль (посмертно)                                   | Золотая медаль (посмертно)                                   |        |

Награды иностранных государств
| Страна | Дата вручения | Награда                     | Награда                     | Литеры |
| ------ | ------------- | --------------------------- | --------------------------- | ------ |
| Куба   | —             | Кавалер ордена «Хосе Марти» | Кавалер ордена «Хосе Марти» |        |

## Сочинения
- A Batalha da Produção, Lisboa, 1975.
- Citações: Livro Verde da Revolução, compilação de Serafim Ferreira, Amadora, 1975.
- Discursos, Conferências de Imprensa, Entrevistas, Lisboa, 1976.
- Acerca da Doutrina Militar para Portugal e as Suas Forças Armadas, Coimbra, 1979.
- No 30.º Aniversário do 25 de Abril: Texto da Conferência Proferida a Convite da Câmara Municipal do Porto no Ciclo de Conferências Promovidas para a Comemoração do 30.º Aniversário do 25 de Abril, Porto, 2004.

## Память
Вашку Гонсалвиш воспринимается в Португалии как самый неоднозначный политик последней революционной эпохи. Критики слева упрекают его в нерешительности, либерализме и сдаче власти без боя, критики справа видят человека, который, фактически изменяя своей стране, вёл Португалию к тоталитарному коммунистическому и атеистическому режиму, который управлялся бы из Москвы. При этом нередко отдают должное личным качествам генерала, которого нельзя было упрекнуть в беспринципности, тщеславии, жестокости или в стремлении к наживе. Мариу Суариш, бывший его непримиримым политическим противником, писал о Гонсалвише в своих мемуарах: 
«Он сконцентрировал на себе целенаправленную ненависть и страсти. Искренне убеждённый — и я хочу в это верить, — что работает ради спасения Родины и на благо своего народа, он был в этом смысле большим идеалистом, лишенным в определённой мере личных амбиций, глухим к кастовым интересам».
19 июня 2006 года муниципалитет города Алмада посмертно присудил генералу Вашку Гонсалвишу золотую медаль города. 7 сентября 2006 года муниципалитет города Вендаш-Новаш в округе Эвора также посмертно наградил Гонсалвиша золотой медалью города. Вместе с ним её удостоились лидер ПКП Алвару Куньял и депутат от ПКП по округу Эвора Лину ди Карвалью. 16 февраля 2007 года его именем была названа одна из улиц в Алмансиле. Его имя отразилось также в топонимике городов Бенавенти, Кабрела (муниципалитет Монтемор-у-Нову), Лумиар (Большой Лиссабон), Муже (Салватерра-ди-Магуш) , Порту Алту (Самора-Коррейя), Санту-Антониу-да-Шарнека (Баррейру), Сейшала и Вендаш-Новаш.